# ولاية دماء والطائيين
ولاية دماء والطائيين هي إحدى ولايات محافظة الشرقية بسلطنة عمان. تجاورها شمالاً ولاية قريات، التابعة لــ محافظة مسقط، وجنوباً ولاية إبراء، ومن الشرق ولايتي القابل وبدية، ومن الغرب ولايتي المضيبي وبدبد . وعدد سكانها حوالي 19 ألفا و442 نسمة، يتوزعون في 51 قرية.
وترجع تسمية وادي الطائيين إلى انهيار سد مأرب في اليمن.

## الصناعات التقليدية
تشتهر ولاية دماء والطائيين بحرفتي الزراعة وتربية الحيوانات، فهي منطقة زراعية كثيرة المراعي التي تتناسب مع البيئة ونمو الثروة الحيوانية، حيث تعد المصدر الرئيسي لدخل الأهالي من مواطني الولاية. إضافة إلى الزراعة بمنتجاتها المختلفة، ومنها التمور بأنواعها، والتي تنضج مبكراً بحوالي شهر تقريباً، الأمر الذي يوفر عائداً مالياً جيداً لأصحاب مزارعها كنتيجة للتسويق المبكر وزيادة الطلب لمحصول التمور.
ومن الفنون الشعبية التي تشتهر بها الولاية:
- الرزحة
- العازي
- الزفة.

ومن أهم الصناعات التقليدية في الولاية:
- صناعة الفخار
- النسيج
- صياغة الحلي
- الحدادة

## الخدمات الحكومية
حظيت ولاية دماء والطائيين بالخدمات العصرية الحديثة في ظل النهضة المباركة بقيادة السلطان قابوس، فعلى صعيد الرعاية الصحية، هناك مستشفى دماء والطائيين بأقسامه العلاجية المختلفة والتي تقدم خدماتها الطبية لمواطني الولاية. وفي الجانب التعليمي، يوجد 7 مدارس لكافة الفئات العمرية، وهي تخدم المراحل التعليمية الثلاث لأبناء الولاية. وتضم الولاية عدداً من المكاتب والمراكز الحكومية التي تؤدي مسؤلياتها وواجبها في تقديم الخدمات الضرورية للمواطنين هناك.

## وصلات خارجية ومصادر
- رابط بالمعلومات التفصيلية للمنطقة الشرقية